# Marianne Kaufmann-Abderhalden
Marianne Kaufmann-Abderhalden (ur. 1 kwietnia 1986 w Grabs) – szwajcarska narciarka alpejska, dwukrotna medalistka mistrzostw świata juniorów.

## Kariera
Po raz pierwszy na arenie międzynarodowej pojawiła się 2 grudnia 2001 roku w Sulden, gdzie w zawodach juniorskich zajęła 24. miejsce w slalomie. W 2005 roku wystartowała na mistrzostwach świata juniorów w Bardonecchii, gdzie jej najlepszym wynikiem było dziewiętnaste miejsce w supergigancie. Na rozgrywanych rok później mistrzostwach świata juniorów w Québecu zdobyła złoty medal w zjeździe oraz srebrny w kombinacji.
W zawodach Pucharu Świata zadebiutowała 15 marca 2006 roku w Åre, zajmując 27. miejsce w zjeździe. Tym samym już w swoim debiucie zdobyła pierwsze pucharowe punkty. Na podium zawodów PŚ po raz pierwszy stanęła 6 marca 2010 roku w Crans-Montana, kończąc zjazd na trzeciej pozycji. W zawodach tych wyprzedziły ją jedynie Lindsey Vonn z USA i Włoszka Johanna Schnarf. Najlepsze wyniki osiągnęła w sezonie 2013/2014, kiedy to w klasyfikacji generalnej zajęła szesnaste miejsce, a w klasyfikacji zjazdu była piąta. W 2014 roku wystartowała w zjeździe i superkombinacji podczas igrzysk olimpijskich w Soczi, jednak obu konkurencji nie ukończyła. Była też między innymi czternasta w superkombinacji na mistrzostwach świata w Schladming w 2013 roku.

## Osiągnięcia

### Igrzyska olimpijskie
| Miejsce | Dzień     | Rok  | Miejscowość | Konkurencja     | Czas biegu | Strata | Zwyciężczyni              |
| ------- | --------- | ---- | ----------- | --------------- | ---------- | ------ | ------------------------- |
| DNF1    | 10 lutego | 2014 | Soczi       | Superkombinacja | 2:34,62    | -      | Maria Höfl-Riesch         |
| DNF     | 12 lutego | 2014 | Soczi       | Zjazd           | 1:41,57    | –      | Dominique Gisin Tina Maze |

### Mistrzostwa świata
| Miejsce | Dzień     | Rok  | Miejscowość       | Konkurencja     | Czas biegu | Strata | Zwycięzca         |
| ------- | --------- | ---- | ----------------- | --------------- | ---------- | ------ | ----------------- |
| 14.     | 8 lutego  | 2013 | Schladming        | Superkombinacja | 2:39,92    | +4,78  | Maria Höfl-Riesch |
| 20.     | 10 lutego | 2013 | Schladming        | Zjazd           | 1:50,00    | +2,32  | Marion Rolland    |
| 29.     | 6 lutego  | 2015 | Vail/Beaver Creek | Zjazd           | 1:45,89    | +2,93  | Tina Maze         |

### Mistrzostwa świata juniorów
| Miejsce | Dzień     | Rok  | Miejscowość  | Konkurencja | Czas biegu | Strata     | Zwyciężczyni          |
| ------- | --------- | ---- | ------------ | ----------- | ---------- | ---------- | --------------------- |
| 20.     | 23 lutego | 2005 | Bardonecchia | Zjazd       | 1:28,84    | +2,38      | Nadia Fanchini        |
| 19.     | 24 lutego | 2005 | Bardonecchia | Supergigant | 1:26,81    | +2,79      | Andrea Fischbacher    |
| 25.     | 25 lutego | 2005 | Bardonecchia | Slalom      | 1:23,97    | +6,87      | Šárka Záhrobská       |
| 38.     | 26 lutego | 2005 | Bardonecchia | Gigant      | 2:21,34    | +6,19      | Nadia Fanchini        |
| 1.      | 3 marca   | 2006 | Québec       | Zjazd       | 1:13,51    | -          | -                     |
| 17.     | 4 marca   | 2006 | Québec       | Slalom      | 1:37,30    | +3,46      | Maria Pietilä-Holmner |
| 8.      | 5 marca   | 2006 | Québec       | Supergigant | 1:10,96    | +1,41      | Anna Fenninger        |
| 28.     | 7 marca   | 2006 | Québec       | Gigant      | 2:22,43    | +5,85      | Tina Weirather        |
| 2.      | 7 marca   | 2006 | Québec       | Kombinacja  | 24,49 pkt  | +32,58 pkt | Anna Fenninger        |

### Puchar Świata

#### Miejsca w klasyfikacji generalnej
- sezon 2005/2006: 124.
- sezon 2007/2008: 113.
- sezon 2008/2009: 126.
- sezon 2009/2010: 74.
- sezon 2010/2011: 44.
- sezon 2011/2012: 107.
- sezon 2012/2013: 51.
- sezon 2013/2014: 16.
- sezon 2014/2015: 76.

#### Miejsca na podium w zawodach
1. Crans-Montana – 6 marca 2010 (zjazd) – 3. miejsce
2. Lake Louise – 1 grudnia 2012 (zjazd) – 3. miejsce
3. Lake Louise – 6 grudnia 2013 (zjazd) – 2. miejsce
4. Val d’Isère – 20 grudnia 2013 (zjazd) – 1. miejsce
5. Cortina d’Ampezzo – 25 stycznia 2014 (zjazd) – 2. miejsce